# 阿尔伯特·托雷斯
阿尔伯特·托雷斯·巴塞洛（西班牙語：Albert Torres Barceló，1990年4月26日—）是一名西班牙男子场地和公路自行车运动员，2020年开始为Movistar队效力。他曾参加2012年伦敦奥运，结果在男子团体追逐赛上联同队友获得第6名。